# Simon Bountman
Simon Bountman (Russie, c. 1900 - Rio de Janeiro, 1977) est un violoniste, arrangeur musical et chef d'orchestre brésilien d'origine russe.
Il est l'un des principaux arrangeurs des enregistrements d'Odeon et de Columbia dans les années 1920 et 1930.

## Biographie
Simon Bountman naît en Russie vers 1900. Il arrive au Brésil en 1923, accompagnant l'orchestre de la compagnie de revue espagnole Velasco pour une saison de deux mois de représentation de zarzuela au théâtre João Caetano de Rio de Janeiro,. Il decide de rester sur place et cofonde le groupe Harry Kosarin Jazz Band.
Il crée et dirige le Jazz-Band et l'Orchestre panaméricain du Casino Copacabana au sein du luxueux hôtel Copacabana Palace la même année,. Il s'y produit pendant toutes les années 1920 lors de spectacles de danse qui durent de minuit à quatre heures du matin. Il rencontre plusieurs musiciens et chanteurs avec l'orchestre qu'il dirige, parmi lesquels Francisco Alves, avant qu'il ne commence sa carrière d'enregistrement avec Casa Edison. 
En 1926, Federico Figner l'invite à diriger des enregistrements pour Odeon,. Il est pionnier dans l'introduction du jazz dans les enregistrements de musique populaire brésilienne, en particulier en utilisant de « somptueux » arrangements de cuivres pour accompagner les enregistrements de chanteurs populaires tels que Francisco Alves et Mário Reis. Ceci aura un fort impact dans les décennies ultérieures, où de plus en plus d'éléments de jazz seront introduits dans la musique brésilienne. Il enregistre aussi des valses et des fado-tangos, et joue un rôle important dans le métissage sonore qui a eu lieu dans les années 1920, comme d'autres musiciens provenant ou formés en Europe, mais les historiens de la musique brésilienne les exclut d'abord, préférant mettre en avant les musiciens d'ascendance africaine.
Toujours chez Odeon, il crée et dirige le Pan American Orchestra, qui réalise une série d'enregistrements, dont des fox trots et une toada brésilienne Paulicéia como és formosa, d'Ernesto Nazareth.
En 1928, il a arrange et dirige l'enregistrement anthologique de Mário Reis de la samba Jura de Sinhô, qui lance la carrière du premier.
Entre 1931 et 1940, la samba est le genre de chanson populaire le plus enregistré au Brésil, avec près d'un tiers du répertoire total ; les sambas et les marches représentent ensemble un peu plus de la moitié du répertoire enregistré pendant cette période. Grâce à la nouvelle technologie d'enregistrement électromagnétique, il est possible de capturer les instruments de percussion présents dans les écoles de samba. La samba Na Pavuna d'Almirante, interprétée par le Bando de Tangarás, est la première à être enregistrée en studio avec les percussions qui caractériseront désormais le genre : tamborim, surdo, pandeiro, ganzá, cuíca, entre autres. Malgré la présence de ces instruments de percussion, les enregistrements de samba en studio sont marqués par la prédominance d'arrangements orchestraux avec des cuivres et des cordes. Tandis que la question de l'authenticité de leur production est sujette à caution et décriée de par leurs origines, ce schéma orchestral est surtout imprimé par des arrangeurs d'origine européenne, dont Simon Bountman, Romeu Ghipsman, Ignácio Kolman, Lúcio Chameck, Harry Kosarin et Arnold Gluckman, des chefs d'orchestre dont la formation érudite a fini par conférer un son symphonique européen à la contre-mélodie et au rythme de tambour de la samba estacienne,,. Un gain esthétique indéniable a été apporté par eux, les circonstances techniques exigeant des solutions créatives de la part des arrangeurs et des interprètes. Les interventions de ces « déformateurs de samba » ont pourtant eu un accueil mitigé par leurs contemporains, étant accusés d'« empêcher l'émergence de ce qu'est le Brésil »,.
Simon Bountman meurt le 1er mars 1977 à Rio de Janeiro.